# Kod operacji
Kod operacji (ang. opcode) – w informatyce jest to liczba, będąca fragmentem rozkazu przekazywanego do wykonania do procesora, która informuje jaka operacja ma być wykonana. Każde polecenie asemblera jak add, sub, itd. posiada swój numer, na który jest zamieniane podczas kompilacji do kodu maszynowego. Zbiór kodów dla danego procesora jest określany w jego modelu programowym.
W zależności od architektury, operacje mogą być wykonywane na wartościach zapisanych w rejestrach lub na stosie, jak również używać portów wejścia/wyjścia itp. W skład typów możliwych operacji wchodzi arytmetyka, kopiowanie danych, operacje logiczne, kontrola przebiegu sterowania i inne.